# سوپر لیگ فوتبال مازندران
سوپر لیگ فوتبال مازندران یا لیگ برتر فوتبال مازندران بالاترین سطح فوتبال استان مازندران است. قهرمان این جام به مسابقات کشوری لیگ دسته چهارم فوتبال ایران راه می‌یابد. برخلاف سایر لیگ‌های استانی دیگر قهرمان نمی‌تواند جواز حضور در جام حذفی را کسب کند چراکه نماینده مازندران از طریق مسابقه ای با نام جام حذفی فوتبال مازندران انتخاب می‌شود.
در فصل ۹۸ شهدای مقاومت جویبار قهرمان و یاران هادی نوروزی نائب قهرمان سوپر لیگ مازندران شدند و تیم دریای حربده محمودآباد توانست مقام قهرمانی جام حذفی مازندران را کسب کند؛‌ اما فصل ۹۹ این دو جام استانی، به دلیل شیوع ویروس کرونا نیمه کاره رها شد.
در فصل ۱۴۰۱-۱۴۰۰، دو تیم شهرداری قائم‌شهر و شاهین گرجی‌محله در مسابقه فینال سوپر لیگ مازندران در دو بازی رفت و برگشت در مقابل هم قرار گرفتند. تیم شاهین گرجی‌محله با غلبه بر هیرکانی چالوس و تیم شهرداری قائم‌شهر با غلبه بر شهروند فریدونکنار در مرحله نیمه‌نهایی،‌ راهی دیدار فینال شدند. در بازی رفت فینال که در تاریخ ۲۰ تیر ۱۴۰۱ شمسی، به میزبانی شاهین گرجی‌محله در بهشهر برگزار شد،‌ شهرداری قائم‌شهر توانست با تک گل مصطفی مختاری به پیروزی دست یابد و در دیدار برگشت که به میزبانی شهرداری قائم‌شهر برگزار گردید، تیم میزبان با برد ۲ بر ۱ و مجموع ۳ بر ۱ توانست حریف خود را شکست دهد. در این دیدار گل‌های تیم میزبان را ذبیح‌اله عالی و صمد احمدی به ثمر رساندند و تک گل تیم شاهین گرجی‌محله را مصطفی صمدی از روی نقطه پنالتی به ثمر رساند.
با این برد تیم شهرداری قائم‌شهر به مقام قهرمانی سوپر لیگ مازندران دست پیدا کرد و به عنوان سهمیه مازندران راهی لیگ دسته سوم فوتبال ایران شد.
این مسابقات هرگز از شبکه استانی تبرستان پخش نشده است.

## نحوه برگزاری
مسابقات در یک مرحله و بین ۱۲ تیم برگزار می‌شود. قهرمان لیگ به لیگ دسته سوم فوتبال ایران صعود می‌کند. این مسابقات هر سال توسط هیأت فوتبال استان مازندران برگزار می‌شود.

## قهرمانان
| فصل  | قهرمان                | نایب قهرمان           |
| ---- | --------------------- | --------------------- |
| ۱۳۸۹ | خزر محمودآباد         | شهید کجوری قائم‌شهر    |
| ۱۳۹۰ | هیأت رزمندگان جویبار  | شهرداری سرخرود        |
| ۱۳۹۱ | استقلال لموک قائم‌شهر  | شهدای ساری            |
| ۱۳۹۲ | شهید کریمی جویبار     | دریای کاسپین بابل     |
| ۱۳۹۳ | پدیده کمال ساری       | داروسازی وتاک ساری    |
| ۱۳۹۴ | شهدای ماکران میاندرود | شهرداری نشتارود       |
| ۱۳۹۵ | ساحل اورنگ چالوس      | هیرکانی چالوس         |
| ۱۳۹۶ | شهرداری فریدونکنار    | ستاره کاسپین بابل     |
| ۱۳۹۷ | شهروند رامسر          | دریای حربده محمودآباد |
| ۱۳۹۸ | شهدای مقاومت جویبار   | یاران هادی نوروزی     |
| ۱۳۹۹ |                       |                       |
| ۱۴۰۰ |                       |                       |
| ۱۴۰۱ | شهرداری قائم‌شهر       | شاهین گرجی‌محله        |

- فصل ۱۳۹۹ مسابقات به دلیل شیوع "ویروس کرونا" نیمه تمام ماند